# Emil Gerstel
Emil Gerstel (8. února 1870 Praha – 15. července 1919 Praha) byl pražský podnikatel židovského původu, který působil v oblasti výroby a obchodu s luxusním nábytkem. Pocházel z rodiny Gerstel, která byla známá svými řemeslnými výrobky a stála za založením nábytkářské firmy Gerstel, jedním z předních výrobců nábytku v Československu.

## Život

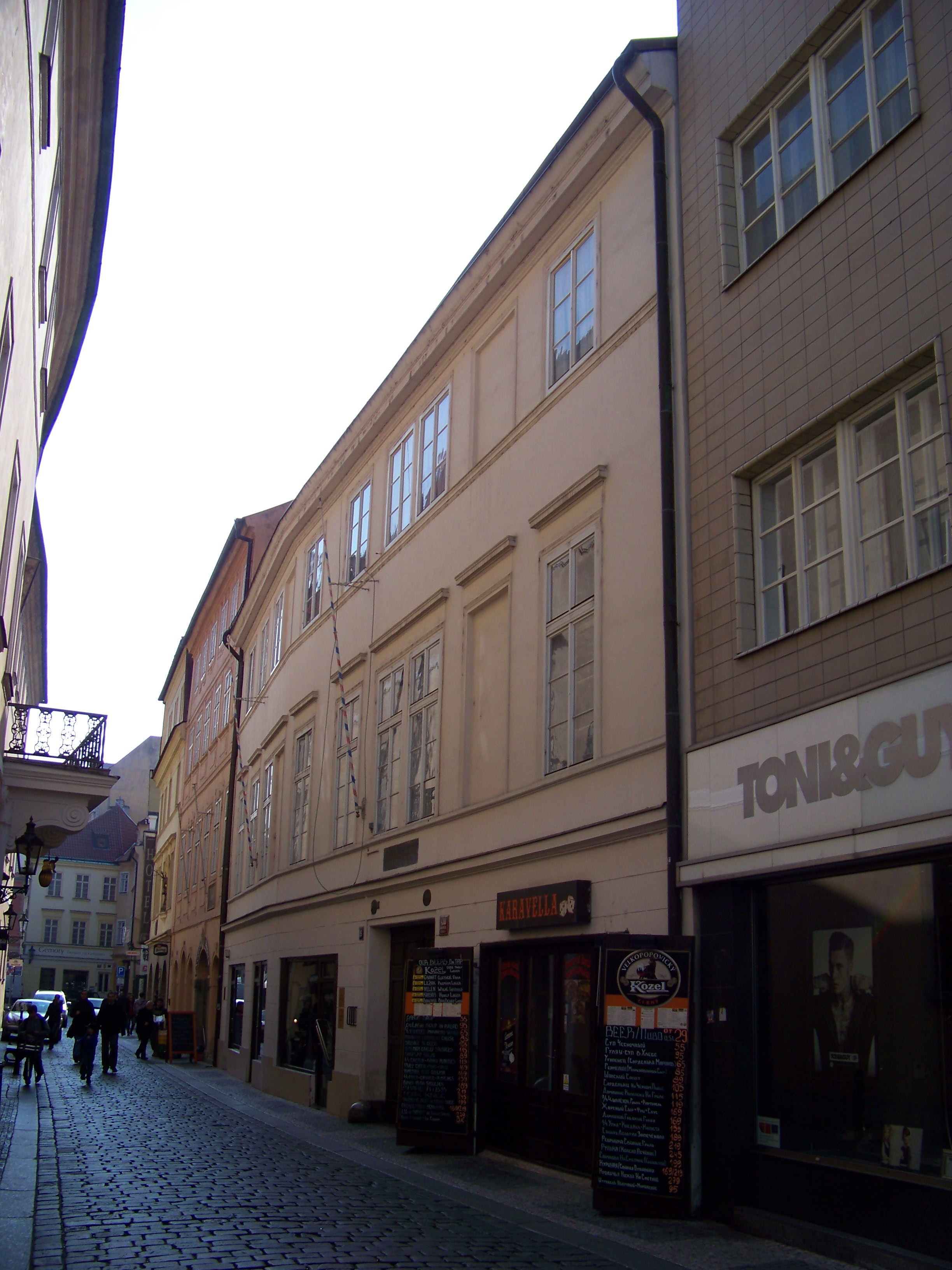
Dům U Zlatého říšského jablka v Michalské ulici č. 15, kde děd Emila Gerstela, Markus Josef Gerstel, provozoval vetešnictví

Emil Gerstel se narodil 8. února 1870 v Praze do rodiny Bernharda Gerstela a Henriette Gerstel rozené Herrschmann. Pocházel ze staré pražské rodiny, která svůj rodokmen odvozovala od učence a kabalisty Jehudy Löwa ben Becalela, známého jako rabbi Löw. Nejstarší písemně doložený předek (praděd Emila Gerstela) žil na pražském Židovském Městě a jmenoval se Josef Löw Gerschel (* 1783). Jeho syn Markus Josef (děd Emila Gerstela) si nechal změnit příjmení Gerschel na německy znějící Gerstel. V podnikání se mu zjevně dařilo, protože si mohl dovolit přestěhovat se z Kaprovy ulice v Praze přímo do obchodního centra města do Michalské ulice č. 19, kde provozoval vetešnictví (obchod s použitým nábytkem) v nedalekém domě U Zlatého říšského jablka (Michalská ulice č. 15, dnes kulturní památka ČR). V roce 1870 převzal živnost syn Bernhard Gerstel, který založil firmu s názvem Fabrik für Möbel & Decorations-Arbeiten Emil Gerstel, Prag pojmenovanou po svém tehdy desetiměsíčním synovi Emilovi. Firma zprvu pokračovala v obchodě s nábytkem a úspěšně rostla, rozšířila se o nové mezisklady a také čalounickou dílnu v Libni.
Emil Gerstel vystudoval Státní gymnázium na Starém Městě pražském a poté absolvoval ve Vídni průmyslovou školu zaměřenou na řemesla. Tím se stal prvním v rodině, kdo získal odbornou přípravu na budoucí podnikání. V letech 1889–1890 odsloužil vojenskou službu dobrovolníka v Josefově a Turnově a dosáhl hodnosti poručíka. V roce 1894 se oženil s Cornelií (Nelly) Strakoschovou, která také pocházela z úspěšné podnikatelské rodiny (z obchodu s ovčí vlnou vyrostla továrna vyrábějící potahové látky, rovněž podnikala v cukrovarnictví). Z manželství vzešly tři děti: Alice (* 1894), Friedrich (Bedřich, * 1896) a Susanne (Zuzana, * 1898).
V roce 1894 převzal Emil Gerstel od otce firmu. Centrum podnikání přenesl do Libně. V roce 1898 vznikla pobočka, obchod, v Hybernské ulici, a část čalounické dílny byla dočasně přesunuta do Dlážděné ulice na Novém Městě. Firma se neustále rozrůstala. Vedle skladové výroby také realizovala návrhy interiérů na zakázku pro movitější zákazníky z vyšších vrstev, v obchodě fungoval „ateliér pro moderní nábytkářské návrhy“. Nábytek Emila Gerstela byl oceňován na četných výstavách, např. získal první cenu na průmyslové výstavě ve Vrchlabí v roce 1896 a v roce 1903 zlatou medaili v Ústí nad Labem. Vrcholem bylo získání titulu dvorního dodavatele, o který Gerstel zažádal v březnu 1905. Není jisté, zda Emil Gerstel skutečně dodával nábytek na císařský dvůr ve Vídni, nicméně získání titulu ho k tomu opravňovalo a firma tím získala prestiž. Emil Gerstel byl inovativní, racionální, pracovitý a ambiciózní a podařilo se mu z rukodělné dílny vybudovat prosperující továrnu a obchod. Kapitál svěřený otcem značně rozmnožil a investoval.
Emil Gerstel zemřel ve věku 49 let dne 15. července 1919. Po své smrti zanechal dva tovární provozy, několik nemovitostí, finance uložené u bank, životní pojistky. Svému synovi Friedrichovi (Bedřichovi) Gerstelovi poskytl kvalitní vzdělání a připravil ho na převzetí firmy, které se i v jeho rukou velmi dobře dařilo.